# 大入島
大入島（おおにゅうじま）は、大分県佐伯市の佐伯湾に浮かぶ離島である。初代神武天皇が立ち寄った「神の井伝説」が伝わる。

## 地理

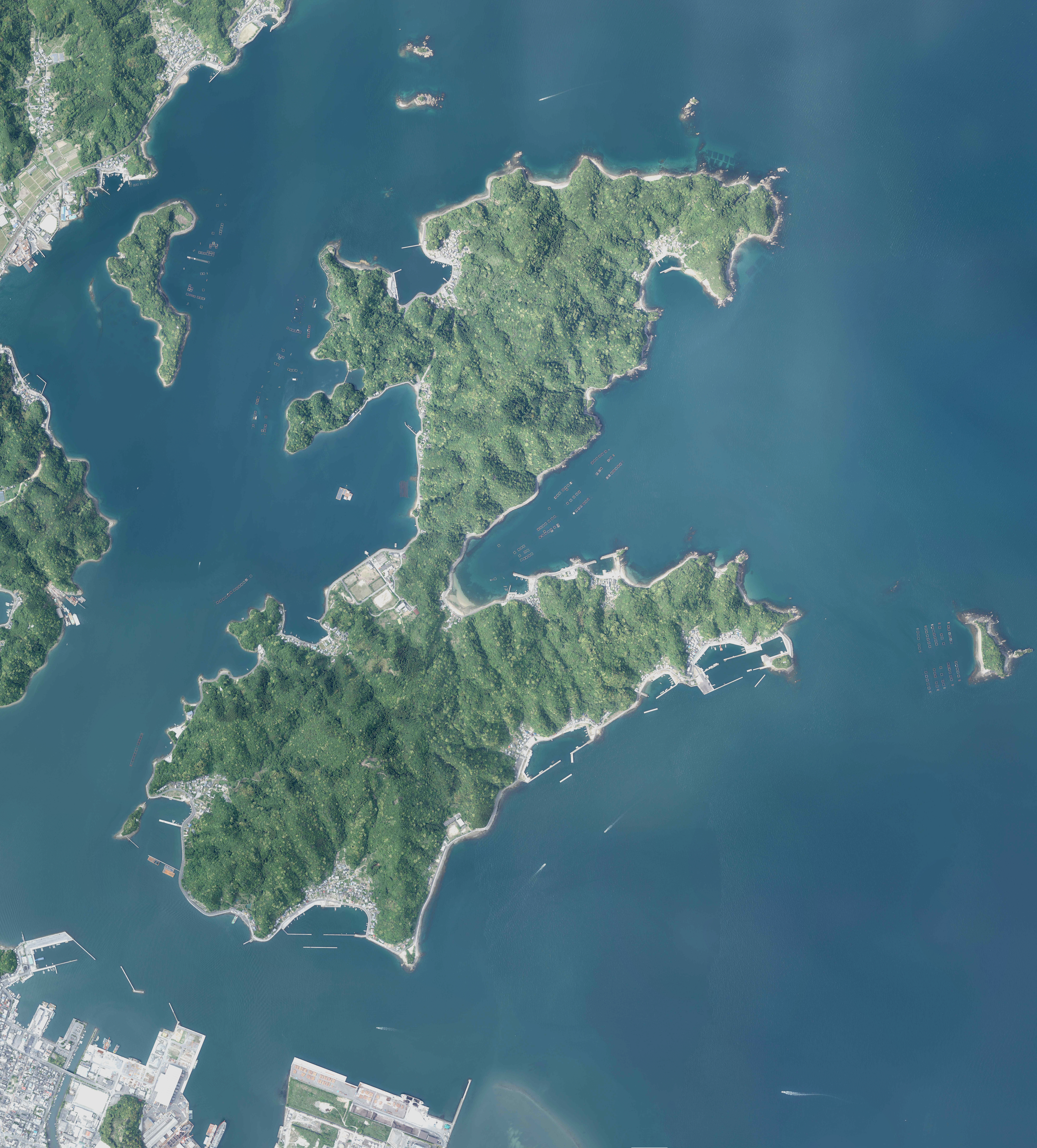
大入島の空中写真。2018年5月5日撮影の21枚を合成作成。。

佐伯市本土から北北東約700mに位置し、周囲約17km、面積5.66km2のひょうたん形の島である。最高地点は標高193.5mの遠見山。島の一部は、日豊海岸国定公園に指定されている。

### 地名
江戸時代から以下の8つの集落（浦）があり、佐伯市への合併後も大字として残っている。地元の人達の地名の呼び方は「浦」を省略しているが、「久保浦」だけは何故か「浦」を省略せずに呼んでいる。「竹ヶ谷」や「白浜」の大字は片神浦である。
- 日向泊浦（ひゅうがどまり）
- 塩内浦（しうち）
- 荒網代浦（あらじろ） - 荒網代東、荒網代西
- 石間浦（いしま）
- 守後浦（もりご）
- 久保浦（くぼうら） - 久保浦、堀切
- 片神浦（かたがみ） - 片神、竹ヶ谷、白浜
- 高松浦（たかまつ）

## 人口

### 人口の動き
- 3,251人（1941年、昭和16年） - 住民台帳なし
- 3,541人（1964年、昭和39年1月） - 島の人口のピーク。
- 1,509人（1995年、平成7年国勢調査）
- 853人（2010年、平成22年国勢調査）[2]
- 542人（2020年、令和2年国勢調査）[3]

### 昭和39年の地区別人口
大入島の人口がピークを迎えた1964年（昭和39年）1月の地区別人口
- 日向泊　314人
- 竹ヶ谷　187人
- 塩内　252人
- 荒網代　863人
- 石間　840人
- 守後　420人
- 久保浦　208人
- 片神　177人
- 高松　280人

合計　3,541人

### 大入島に多い苗字
- 清家、丸山、下川、神河、田中、安藤、東、柴田、渡辺、団塚、増永、古戎、石田、瀬山、山本など
- 団塚については「団=まるい」と「塚=古墳」で、円墳を意味し、荒網代にある「東島古墳」に由来するのではという説がある。同じく、丸山についても同様に考える説がある。

## 歴史
- 時期不明 - 神武天皇の東征の折、日向国を出発し、美々津から出た船が大入島の日向泊に立ち寄る。島に水が無いことに心痛され、弓矢で海岸を掘ると、清水が湧き出した。浦人たちが御船を見送ったときに焚いた火明かりが、現在の「大入島トンド火まつり」の起こりといわれる。
- 古墳時代 - 1901年（明治34年）に荒網代浦で古墳時代後期の東島（とうしま）古墳が発見されている[4]。
- 鎌倉時代 - 佐伯氏の軍馬の補給地であった。
- 1504年（天正2年） 4月15日- 豊後の国主・大友宗麟は、栂牟礼城主・佐伯惟教の接待を受ける。翌16日、大入島堀切に陣取り、500頭の鹿を仕留めた。
- 江戸時代 - 佐伯藩領の上浦村の一部であった。上浦村組に属したのは、枝郷8ヶ村（石間浦、守後浦、荒網代浦、塩内浦、久保浦、片神浦、高松浦、日向泊浦）あった。
- 1810年（文化7年）4月7日 - 伊能忠敬が測量のため大入島に訪れる。高松浦の大休庵で宿泊している。白浜が測量の起点である。
- 1866年（慶応2年） - 矢野龍渓が15歳のとき、鉄砲の免許を取り、はじめて雉打ちしたのが大入島の堀切で、島の思い出は山桜、雉打ち、鯛釣り、さつま汁であった。
- 1875年（明治8年） - 大入島で最初の小学校が片神に開校する。
- 1889年（明治22年）4月1日 - 8ヶ村が合併し、大入島及び片白島を村域とする大入島村が発足。
- 1890年（明治23年） - 矢野龍渓の浮城物語が発刊され、日向泊浦の「神の井」伝説が世に広まる。
- 1894年（明治27年）2月25日午後 - 佐伯市に滞在していた作家 国木田独歩が、葛港から小舟を漕いで、生徒ら8名と守後浦に上陸。山を越え、海辺を辿り、島の南半周を夜星の出る頃まで紀行した。小説「源叔父」の作中に登場する源さんは渡し船（おろし）の船頭を生業とし、妻の百合（ゆり）は大入島出身の人がモデルであるといわれている。「妻は美しかりき。名は百合と呼び、大入島の生なり」という文章がある。
- 1902年（明治35年）4月7日 - のちに、郵政大臣、建設大臣を務める村上勇が大入島（片神浦）に生まれる。
- 1911年（明治44年）10月23日 - 豊後水道を中心に海軍大演習が挙行され、海軍第一、第二艦隊の艦艇70余隻が佐伯湾に集結する。この時、当時皇太子であった大正天皇が、海軍中将として大演習を軍艦「富士」から親閲になられた。その際、大入島石間の山の中腹に白布を張り巡らし「奉迎」の二字を表した。皇太子はこれを見られ、大入島に短艦を寄せて上陸し、この山へ登り、佐伯湾の景色を眺められた。
- 1917年（大正6年）9月 - 海軍中将八代六郎が日向泊に訪れる。日本海軍は日露戦争、日本海海戦に大勝利を期して、明治・大正・昭和と豊後水道海域での訓練を終えたあとは、たびたび佐伯湾に停泊するようになった。その際、八代六郎中将が神の井を探し尋ねてきた。（八代六郎は、翌大正7年7月に海軍大将となっている。）
- 1917年（大正6年） 12月、海軍大将、連合艦隊司令長官、内閣総理大臣などを歴任した鈴木貫太郎 が日向泊に海軍中将として訪れている。1922年（大正11年）8月には海軍大将として、再度、日向泊に上陸している。日向泊地区には鈴木貫太郎本人が書した「皇祖東征舟泊紀念」の石碑がある。
- 1934年（昭和9年）頃 - 東島が漁港整備により、陸続きとなる。
- 1941年（昭和16年）4月29日 - 合併により佐伯市の一部となる。
- 1952年（昭和27年）頃、大入島中学校教師・未永要の案内で、小説家・武者小路実篤、佐伯の菅一郎画伯、保田善作画伯ほか数名を伴って共に大入島を紀行された。武者小路実篤は、高松浦の浜辺から観る彦岳の山峰を特に感慨深く眺められた。
- 1974年（昭和49年）10月 - 大入島観光フェリーが運航開始する。
- 1979年（昭和54年） - 堀切の埋め立て工事が始まる。4年間の工事を経て、総面積6万8000m2の広大な土地が生まれた。
- 1987年（昭和62年） - 島内周遊道路（県道）のトンネルおよび完全舗装化が完成する。
- 1989年（平成元年）6月18日 - 海人夏館や交楽園（スポーツパーク）がオープンする。
- 1989年（平成元年）8月4日、5日 - 「オー・ニューアイランド・フェスティバル」が開催される。4日の夜には、ロックバンドハウンドドッグがコンサートを行い、全国から約5500人の若者が訪れ、伝説となっている。
- 1993年（平成5年）7月29日 - 人形ばえの隣りに、万葉歌碑が設置される。
- 1995年（平成7年）1月 - 堀切を会場とした第1回大入島トンド火まつりが開催される。
- 1996年（平成8年） -  佐伯市とオーストラリアのグラッドストン市が姉妹都市を締結。その証にグラッドストン市には日本庭園。佐伯市には大入島堀切に現地の樹木が植えられるなどのオーストラリアをイメージした広場（カンガルー広場）が造られることとなる。
- 1996年（平成8年）7月 - 葛港から守後まで台船を繋ぎ、歩いて渡る「夢の一夜橋」が実現される。
- 1998年（平成10年） - 石間地区で埋め立て反対運動が強まる。
- 2004年（平成16年） - カンガルー広場の落成式が行われる。
- 2015年（平成27年） - 大入島出身の青木剛が第11代日本水泳連盟の会長に就任する（2021年まで）。青木剛は2020年東京オリンピック・パラリンピック組織委員会理事も務めた。
- 2018年（平成30年） 3月10日 - 九州オルレ さいき・大入島コースがオープンする。

## 産業
- 主要産業は漁業。また、水産加工業も盛んで、「佐伯イリコ」、「佐伯チリメン」として知られるちりめん・いりこが名産である[5]。1999年度（平成11年度）から島の農水産品を原料とした特産品づくりが行われており、「おおにゅうじまん」というブランドでごまだしやたこめし等を販売している[5]。

- やまもも - 大入島ヤマモモの会が毎年やまももを収穫し、海の家 あじも[6]でやまももジャムを作り、販売している。

- 牡蠣 - 合同会社新栄丸[7]が、日本国内初となるフリップファームシステムという牡蠣の養殖方法を導入する。「大入島オイスター[8]」というブランドで通販でも販売され、全国に出荷されている。2021年（令和3年）3月2日には漁業の甲子園と言われる「第26回全国青年女性漁業者交流大会」で、佐伯市の牡蠣養殖団体「佐伯シングルシード養殖協議会」が最高賞の農林水産大臣賞を受賞した。その協議会の代表は新栄丸の宮本新一である。また、2025年3月22日・23日に開催された全国から集まった牡蠣生産者の頂点を決める「全国牡蠣-1 グランプリ2025」において、加熱の部・マガキ（シングルシード方式）部門で、新栄丸が最高金賞を受賞した。

## 公共機関
- 大入島地域コミュニティセンター（堀切）
- 大入島郵便局[9]（堀切）
- 佐伯警察署大入島警察官駐在所[10]（堀切）
- 佐伯市国民健康保険 大入島診療所[11]（堀切）

## 教育
かつては以下の学校及び幼稚園があったが、すべて閉校・閉園した。
- 佐伯市立大入島幼稚園 - 閉園[12]
- 佐伯市立大入島小学校[13] - 閉校
- 佐伯市立大入島中学校[14] - 閉校

### 学校史
- 1875年（明治8年） - 片神小学校開校。小さな粗末なお堂を教室として利用していたため、雨漏りや老朽化により、３年で廃校。再開には5年かかった。片神、高松、久保浦、竹ヶ谷から男子児童が通った。
- 1883年（明治16年） - 片神小学校が改築される。加えて、荒網代と石間にも小学校が開校され、日向泊にも片神小学校の分校ができる。荒網代小学校には、荒網代と塩内のこどもたちが通った。石間小学校には、石間と守後のこどもたちが通った。
- 1889年（明治22 年） - 初めて女子児童が入学する。この年、大入島村が誕生した年でもある。
- 1892年（明治25年） - 4つの学校が合併し、ひとつの大入島尋常小学校となる。本校を片神とし、石間、荒網代、日向泊を分教場（分校）とした。
- 1904年（明治37年）頃 - 片神の大入島尋常小学校（本校）が新築される。
- 1908年（明治41年） -  荒網代分教場が、片神の大入島尋常小学校から独立し、荒塩尋常小学校となる。
- 1928年（昭和3年） - 当時3つあった小学校が合併し、堀切に大入島尋常小学校が新築される。各地区は山を開き、谷を削り、通学路を整備した。日向泊から堀切までの通学路は昭和6年に完成する。
- 1934年（昭和9年） - 村民の寄付により、小学校にグランドピアノが購入される。
- 1947年（昭和22年） - 戦後の義務教育が始まりに伴い、大入島中学校が誕生する。しかし、戦後まもなくで校舎はなく、小学校の教室を借りて授業が行われた。当時は、教科書もノートもなかった。物不足や財政難を何とかしようと、母の会が組織される。PTAも結成された。
- 1949年（昭和24年） - 延べ1,000人に上る島民の力が結集され、学校への水道工事が完了。
- 1950年（昭和25年） - 給食場が新築。
- 1951年（昭和26年） - 傾いた校舎が修復される。
- 1957年（昭和32年） - 佐伯市立大入島南小学校が新築され、島の小学校が再び２校となる。南小学校には、石間と荒網代のこどもたちが通う。
- 1963年（昭和38年） - 大入島小学校が取り壊され、3階建ての鉄筋の新校舎が完成し、小学校と中学校で利用される。
- 1968年（昭和43年） - 日向泊分校が廃校となる。
- 1972年（昭和47年） - 大入島南幼稚園が開園する。
- 1973年（昭和48年） - 大入島幼稚園が開園する。
- 1997年（平成9年） - 大入島南小学校と大入島小学校が統合される。同様に幼稚園も統合される。
- 2016年（平成28年）4月 - 大入島中学校が休校となる。
- 2017年（平成29年）4月 - 大入島小学校が休校となる。
- 2024年（令和6年）12月 - 大入島小学校と大入島中学校を閉校とする議案が、佐伯市議会で可決される。
- 2025年（令和7年）4月1日 - 大入島小学校、大入島中学校がともに閉校する。なお、小学校は佐伯東小学校に、中学校は鶴谷中学校に統合という扱いとなる。これにより、大入島に学校が無くなる。

## 交通

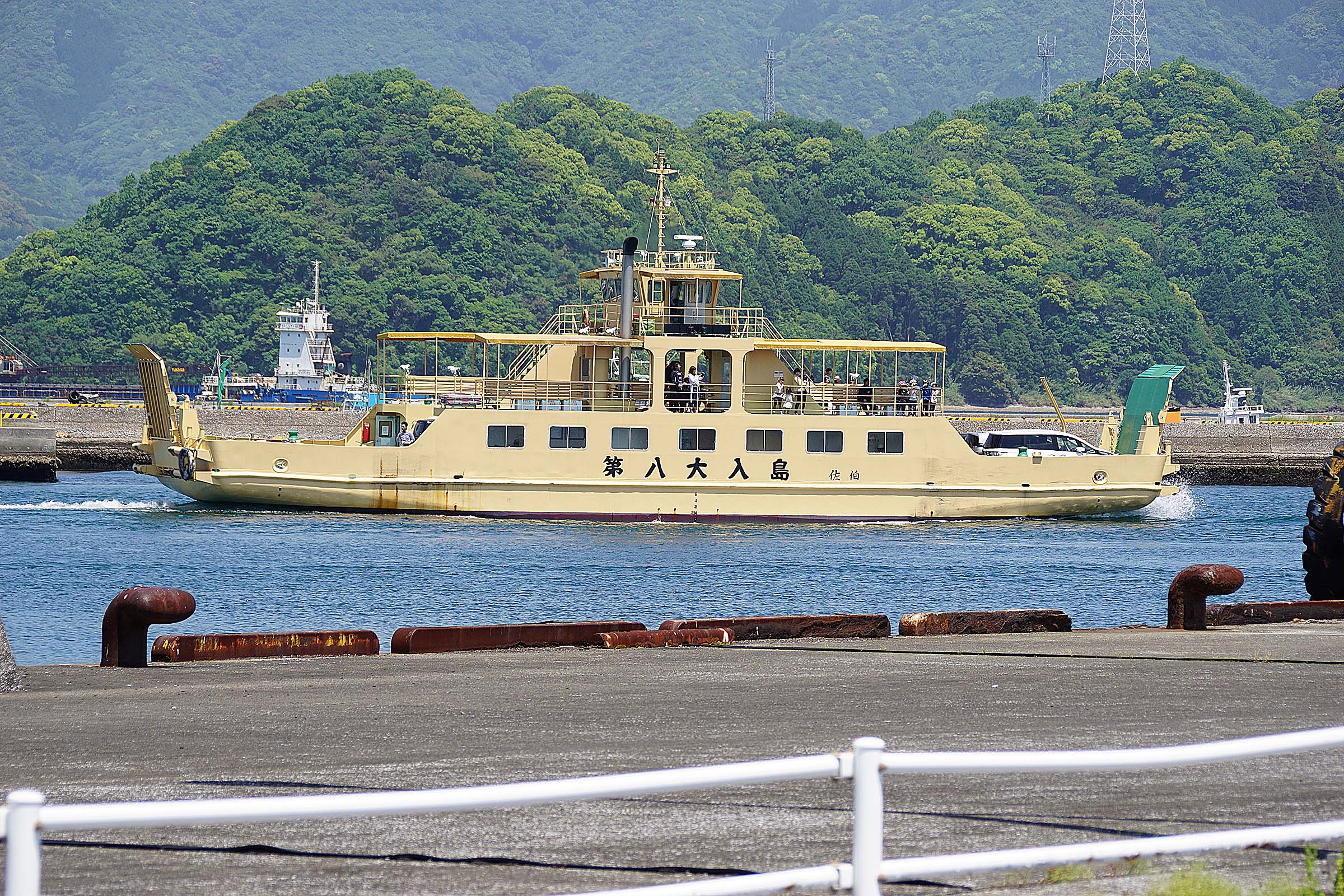
大入島観光フェリー

戦前までは山道しかなかった。戦後、海岸沿いに道路（県道）が建設された。島の北半島は「一般県道691号大入島北循環線」、南半島は「一般県道692号大入島南循環線」の県道が整備されている。県道は島の中央にトンネルがあり、島中心部で８の字に繋がる。１周は約17kmあり、車で通行することができるが、一部で幅員の狭い区間もある。

### 島外交通
- 大入島フェリー（旧社名:大入島観光フェリー）が佐伯港と島南端にある石間港（フェリー乗り場）の間でカーフェリー（所要時間約7分）を運航している。自動車、自転車、歩行者、工事車輌、緊急車輌などが利用する。
- マリンバス常栄丸が内海側で運行している[15]。船着場「堀切」には、大入島食彩館やカンガルー広場、大入島地域コミュニティセンター、郵便局などの主要な施設があり、またイベントもこれらの施設が利用されるため、堀切の乗降客数が最も多い。片道200円。主に歩行者が利用する。（葛港 - 守後 - 久保浦 - 堀切 - 片神）
- 大入島と本土とを結ぶ架橋構想（大入島連絡道路、大入島架橋）がある。

### 島内交通
- 大入島コミュニティバス（佐伯市コミュニティバス大入島線）が、「フェリー乗り場」と島東部の「荒網代東」の間を、海岸線に沿って運行している[16]。
- 自動運転車両の実証実験が実施される。これは佐伯市初で、2025年（令和7年）1月9日から2月5日までの間でコミュニティバスの代わりに運行される。区間は、石間のフェリー乗り場から荒網代東までである。運賃は無料で、平日は予約不要。

### 定期船史
- 明治時代の終わり頃 - 島内8つの地区が「おろし（定期船）」を運営し、地区と佐伯の町を艪押し舟で往復が始まる。昭和10年頃には機械船となるが、軍に徴用され、艪押し舟に戻る。戦後も燃料がなく、艪押し舟が続いていた。
- 1947年（昭和21年）7月 - 團塚常五郎が子の團塚信夫と新造の機械船「しらはま」の運航を開始する。後の「常栄丸」である。航路は、片神-堀切-久保浦-葛港であった。その後、信夫は塩内航路（竹ヶ谷-塩内-葛港）も開設している。
- 1948年（昭和22年） - 宮脇吉松が「守後丸」を進水させる。常栄丸の航路に守後を加え、現在と同じ片神航路（片神-堀切-久保浦-守後-葛港）を開設し、守後丸と常栄丸が協定を結び、交互に１日4往復の便を走らせる。
- 1948年（昭和22年）頃 - 清家磯吉が荒吉丸（荒網代-葛港）の運航を開始する。
- 1948年（昭和22年）頃 - 神河熊一が石間丸（石間-葛港）の運航を開始する。
- 1948年（昭和22年）頃 - 平川宇一郎が日向泊丸(日向泊-高松-葛港）の運航を開始する。
- 1956年（昭和31年） - 常栄丸はヤンマーのディーゼルセンを新造する。
- 1958年（昭和33年） - 常栄丸はクボタのディーゼルセンの運航を開始する。守後丸、荒吉丸、石間丸、日向泊丸も、程なくディーゼルに切り替える。これにより、着岸の難しさが解消される。
- 1963年（昭和38年） - 1995年（平成7年）まで 42年間、常栄丸の船長を勤めた団塚ユクヱは、大分県初の女性船長でテレビや新聞にも取り上げられた。産気づいた妊婦を励ましながら、葛港まで運んだことは忘れられないと、島の広報誌で語っている。
- 1974年（昭和49年） 初頭 - 大入島観光フェリー株式会社が設立する。会社役員には常栄丸、守後丸、荒吉丸、石間丸、日向泊丸が名を連ね、共同出資により設立された。
- 1974年（昭和49年） 10月 - 大入島観光フェリー株式会社は鹿児島の県営フェリーを２隻買取り、運航を開始した。その後、堀切の埋め立て工事や周遊道路が整備されていく。
- 1976年（昭和51年） - 荒吉丸がそれまでの木造船から、強化プラスチック製の船を導入する。
- 1981年（昭和56年） - 大入島架橋建設促進期成会が発足する。
- 1994年（平成6年） - 1996年（平成8年）にかけて、大分県と佐伯市が「大入島連絡道路基本計画検討調査」を実施し、建設手法、架橋位置、費用などの検討が行われた。しかし、具体化の目途は立っていない[5]。
- 2024年（令和6年） 9月 - 佐藤樹一郎 大分県知事へ、大入島架橋の要望が実施された。
- 2024年（令和6年） 12月30日 - 夜間の足として、島民の生活を支えてきた荒吉丸が運航停止となる。児童生徒の習い事や部活動、会社員の残業などに支障が生じるため、大入島地域コミュニティ協議会が運航事業を継続する。

## 祭事・催事

### 大入島トンド火まつり
毎年1月に開催される。東征の途中で大入島日向泊に立ち寄った神武天皇を、航海の安全を祈り焚火で見送ったという伝説にちなみ、10mほどの高さの「トンド」と呼ばれるやぐらに火を点し、無病息災が祈願される。かつては、伝説の伝わる日向泊浦で行っていたが、高齢化・後継者不足等により、現在は島の中心部である堀切（旧大入島中学校グラウンド）で開催しており、島外からも来場者が訪れ、定期船も臨時で運行される。

### オルレフェア、クリーンオルレ
九州オルレさいき・大入島コースに指定され、国内はもとより韓国からも多数観光客が訪れるきっかけとなった。また、みんなで歩くイベントも不定期に開催される。その際は、牡蠣やアジなどの地元食材を使った料理の提供もある（参加費あり）。

### 普該庵の数珠繰り
普該庵（日向泊）では、毎年1月、5月、9月の18日に、長さ約15メートルの大数珠を地区総出で回転させながら、南無阿弥陀仏を唱え、亡くなられた方への供養や家族の無病息災を祈る。浄土宗潮谷寺から住職も訪れ、お経をあげる。終わりに、大数珠を丸めて背中にあて、無病息災を祈念する。普該庵の本尊は観音様で、縁日が18日となる。

### 大入島 合同盆踊り
それぞれの地区で行われていた供養の盆踊りが、荒網代と竹ヶ谷の2地区だけになってしまったことを受けて、2023年8月13日に大入島太鼓の会が復活させた。初盆や先祖のご供養に、お盆の帰省に、飲み食いの楽しみに盆踊りを行う。なお、平成8年から平成11年の4年間にも、合同盆踊りが開催されている。島への架橋の早期実現の願いを込めて、島民の気持ちをひとつにする思いで、神の井会（会長 清家皆一）によって実施された。

### 大入島 公民館まつり
毎年開催される。

### 大入島しままつり
毎年開催される。2024年に恐竜レースが開催され、話題となった。

### 大入島 島民体育祭
毎年10月に開催される。

### 神社の秋祭り
- 天神社（日向泊浦） - 旧暦9月25日
- 御祖（みおや）社（竹ヶ谷） - 旧暦9月15日
- 塩内天満社（塩内浦） - 旧暦9月14日
- 東島山王権現社（荒網代浦） - 11月第4日曜日
- 彦宮三柱神社（石間浦） - 旧暦9月20日
- 産霊（むすび）神社（守後浦） - 新暦11月17日
- 竈神社（久保浦） -新暦11月8日
- 恵比須神社（片神浦） - 新暦11月10日
- 加茂神社（高松浦） - 新暦11月17日

### 竹ヶ谷の千願心経
竹ヶ谷では、毎年1月24日と8月24日に千願心経を上げる。千願心経とは、般若心経を1000回唱えること。ただし、参加人数によって回数が変わる。例えば、10人で唱えれば、100回で良い。近年、竹ヶ谷では20人くらいが集まるため、心経を上げる回数は50回程度という。一回がおよそ3分であるので、2時間半はかかる計算となる。

### 大入島シーサイド健康マラソン
佐伯市と佐伯市教育委員会の主催のもとで、1990年（平成2年）3月に始まる。第1回大会の出場選手は359名。その数は次第に増え、第8回大会では750名が参加し、関係者を含め1,000人以上が関わる大きなイベントとなった。2005年（平成17年）の佐伯市の合併に伴う措置で、 2004年（平成16年）を最後に休止している。

### 海峡横断トライアスロン佐伯大会
1995年（平成7年）にマリンフェスタという佐伯市のイベントの一環として、開催される。葛港から守後まで遠泳し、自転車で島を２周。さらに、マラソンで島の南部を半周するというレース。2005年（平成17年）の佐伯市の合併に伴う措置で、 2004年（平成16年）を最後に休止している。

## 観光・史跡

### アクティビティ
- 大入島サイクリング[20] - 島を囲むように道路が整備されており､自転車でぐるっと一周できる。海岸線は日豊海岸国定公園に指定される絶景を眺められる。自転車は大入島食彩館（堀切）と大入島フェリー（石間）で借りられる。あるいはJR佐伯駅に隣接する観光案内所でも借りられる。大入島コースとして、「ツールド佐伯」のＤコースにも指定されている。
- 九州オルレ さいき・大入島コース[21] - 波音を聞きながら歩く海岸沿い、四国や豊後水道のほか佐伯市街地を一望できる360度パノラマの「遠見山展望所」、島の今昔を肌で感じられる集落道など、島ならではの特徴を活かしたトレッキングコース。2018年3月10日にオープン。
- 大入島四国八十八ヶ所巡り - 島内にある88ヶ所の札所を巡る。札所は後述されている。
- 魚釣り - 九州各地からチヌ狙いの釣り人が訪れるチヌ釣りの聖地。釣り人による清掃活動が始まっている。

### 観光スポット
- 大入島カンガルー広場（堀切）- 大入島食彩館の横にあるオーストラリア、グラッドストン市との友好の証としてオープンした広場。広場内にはグラッドストン市の彫刻家ポール・アダムソン氏の手によるブロンズ像「寝そべるカンガルー像」や、アボリジニーアートが描かれたトーテムポール、オーストラリアの木々が整備されている。南国気分が楽しめる。
- 大入島食彩館（堀切） - 水曜定休。カンガルー広場に隣接し、ゆっくり飲食を楽しむひとが多い。牡蠣は大入島産の牡蠣で、味の評価も高い。ビール、ソフトクリームあり。
- 海の細道（片神）[22]- 「九州オルレさいき・大入島コース」の中でも、人気の高い場所。片神浦の舟隠（ふなかくし）と呼ばれる、船を隠すための小さな入江にある。外海と舟隠を隔てる防波堤が「海の細道」と呼ばれ、その上を歩いて海上散歩することができる[23]。
- 大入島 空の展望所 - 「九州オルレさいき・大入島コース」の名所。高松浦から山を登ると、絶景の展望所が現れる。さいき・大入島コースを半周部分のピークといえる場所。
- 白浜海水浴場（白浜） - 昭和27年にオープンする。昭和46年から63年まで、食堂と貸しボートの海の家があった。当時は海水浴客が6000人も訪れることもあった。近年、海の家あじもとして、キャンプ場を併設し、復活している。トイレ、シャワーは現在も利用できる。
- 遠見山展望所[24] -  「九州オルレさいき・大入島コース」の中の最高地点。佐伯市の市街地、佐伯湾などの360°の絶景が広がる。
- トオドオ鼻（石間浦）
- 荒網代 旧道トンネル（荒網代東） - 歩行者専用トンネルが旧道沿いにある。案内が無いため、極めてわかりづらいが、島外からの来島者には新鮮で喜ばれている。
- 荒網代 展望テラス（荒網代東） - 漁業集落排水処理施設の屋上に、テラスが設けられていて、鶴見半島が一望できる。サイクリングでも立ち寄る休憩スポット。公衆トイレもある。
- 紫陽花ロード（白浜）[25] - 白浜から竹ヶ谷にかけて、県道沿いに紫陽花が植えられている。
- 神の井（かみのい）（日向泊浦） - 大入島の北端近くに位置する日向泊に、「神の井」はある。初代天皇神武天皇が、東征の途中に日向泊に飲み水を求めて立ち寄ったと伝えられる。しかし、海に囲まれた島には水をくめるような場所はなく、島民も雨水で乾きを癒していた。それを聞いた神武天皇は島民を憂い、弓を地面に突き立て「水よいでよ」と祈ると、地面から真水が湧き出したという。波打ち際までわずか数メートルの距離にもかかわらず、今でも清水が湧く。【神武天皇東征のみぎり、大入島の日向泊に立ち寄り、島に水がないことに心痛され、弓矢で海岸を掘ると、この清水が湧き出した】という故事が伝えられている。豊の国名水15選に選定されている[26]神武天皇の東征出発地「日向国（宮崎）」と、神の井の立地する「日向泊」という地区名の関係が興味深い。矢野龍渓の海洋冒険小説「浮城物語」にも記述のある神武天皇の聖跡のひとつである。
- 神の井展望台（日向泊浦）
- 人形碑（にんぎょうばえ）と万葉歌碑（日向泊浦） - 日向泊浦に、人の形に見える岩が海岸にある。歌碑の字は、佐伯市の書家 樋口紫水によるもの。歌碑の岩は、重さ約20トン。船で運び、クレーンを使って設置された。1993年（平和5年）7月29日に歌碑の除幕式が行われた。刻まれた歌は「紅に　染めし　衣雨ふりて　にほひはすとも　移ろはめ」（紅花で染めた衣は、雨に濡れて色が濃くなることはあっても、決して薄くなるようなことはない）。詠み人は白水郎（あま）。白水郎とは、県南に住む漁民「海部（あまべ）」のこと。

### 史跡
- 大正天皇駐蹕記念碑（石間浦） - 1911年（明治44年）10月23日、皇太子時代の大正天皇が豊後水道での海軍大演習に際して大入島に上陸したことを記念する碑[27]。
- 石間波止場新築記念碑（石間浦） -昭和6年6月4日と石碑に刻まれており、戦前に完成した波止場が現存し、延長されている。
- 東島古墳（荒網代東） - 古墳時代の後期のものと思われ、6世紀頃には島民が暮らしていたことが想像できる。荒網代から塩内に通ずるトンネルの上、小山の頂上、木立の中に石棺が露出しているが、中は空っぽで何も残っていない。板石を組み合わせたもの。少なくとも1300年以上前に造られたとされている。
- 清家刀弥吉翁頌徳碑（荒網代東） - 昭和10年4月、大入島荒網代青年団によって、建立される。
- 丸山若松翁頌徳碑（荒網代東） - 石碑の揮毫は、1955年から1971年まで大分県知事を務めた木下郁によるもの。
- 一石一字塔（荒網代東　丸山若松翁頌徳碑となり）
- 一石一字塔（荒網代東　潮音軒庵）
- 一石一字塔（荒網代東　蛭子宮）
- 一石一字塔（高松浦） - 3万8千余文字からなる法華経を一石に一字づつ書いた経文を収めた石塔。1707年（宝永4年）この地方を襲った宝永地震による大津波に遭って、壊滅的な被害を受けた高松浦に、二度とこのような惨事が繰り返すことのないようにと、祈りをこめて1724年（享保8年）に建立した石碑である。
- 経王魚鱗供養塔（高松浦） - 高松浦の漁民は明和年間（1760年）頃、豊かな幸をもたらす海に感謝し、糧のために殺生する魚を供養するため、お経で最も有り難い「経王」の文字を刻んだ供養塔を建てた。
- 村上袈裟松翁頌徳碑（片神浦） - 村上袈裟松は村上勇の父で、トンネル工事などに携わる土木の功労者である。石碑の揮毫は、1957年から1960年まで内閣総理大臣を務めた岸信介によるもの。
- 團塚仲市翁功績之塔（塩内浦）  - 昭和51年8月建立
- 塩内波止記念碑（塩内浦） -昭和9年10月建立
- 皇祖東征舟泊紀念碑（日向泊） - 海軍大将鈴木貫太郎本人が書した石碑。鈴木貫太郎は海軍大将として、1922年に日向泊に上陸し、のちに連合艦隊司令長官、内閣総理大臣などを歴任している。
- 海軍大将鈴木貫太郎聖蹟探尋紀念碑（日向泊）  - 鈴木貫太郎（海軍大将）より、皇祖東征舟舶紀念・御神体の神井・探記念の書を賜り、地区民は後世に伝えようと、毛利財団や多くの有志者からの浄財で、昭和4年までに神の井公園に碑を建立した。聖蹟とは神の井のこと。

### 公衆トイレ
- 神の井（日向泊浦）
- 白浜海水浴場（白浜）
- 漁業集落排水処理施設前（荒網代東）
- 石間公民館前（石間浦）
- 大入島フェリー乗り場（石間浦）
- 大入島カンガルー広場内（堀切）

## 神社・仏閣

### 神社・祠
- 東島山王権現社（東嶋神社）（荒網代東） - 東島古墳が見つかるまでは、古墳のある山の上に位置していた。祭神はもともとは綿積ノ命だったが、昭和21年に豊玉毘売命に変わる。ともに海の神様で、親子関係にある。
- 蛭子宮（荒網代東） - 祠
- 彦宮三柱神社（彦神社）[28]（石間浦） - 2017年9月の台風18号で、大量の土砂と大木30本が社殿を全壊させた。しかし、三体の御神体は揃って難を逃れた。その後、社殿は再建された。
- 産霊（むすび）神社（守後浦）[29] - 産霊神社は「古妙見」とも言われる。昔、大入島石間浦の沖合、夜の海に北斗七星からの光芒が射し、妙見菩薩が現れた。妙見菩薩（北辰菩薩）は、北斗七星を神格化した天地万物を産みなす霊妙な力を備えた神。これを968年、大入島守後浦の産霊神社（古妙見）に勧請した。しかし、1008年、対岸の坂の浦にある「妙見神社」に妙見菩薩は新しく勧請されている。力のある神を、島へ渡らずにお参りできるようにと考えたのか。産霊神社の古い狛犬は、坂の浦の方角を向いている。
- 竈神社（久保浦）
- 恵比須神社（片神浦） - 慶長10年（1605年）創祀。創建当時は蛭子社であった。祭神は事代主命。言い伝えに、ある時、片神の海岸に見慣れない物体が流れ着いた。それは異国からのものだったかもしれん。早速、住民はこれを吉事として、神社を建てることにした。昔は漂着物を「えびす（よその世界の異様な物）」と呼び、拝むことで豊漁を願ったとされている。
- 加茂神社（高松浦） - 創建は江戸時代初期、社格は大明神、本社は京都の上賀茂神社。祭神は別雷命。高松には、守り神の因縁からイノシシを食べないという風習がある。
- 天神社（日向泊浦） - 祭神は瓊瓊杵尊（ににぎのみこと）。
- 御祖（みおや）神社（竹ヶ谷）
- 恵比須神社（竹ヶ谷） - 祠
- 塩内天満社（塩内浦）

### 寺・お堂・庵
- 潮音軒庵（荒網代東） - 観世音菩薩、弘法大師坐像。
- 薬師堂（荒網代東） - 東島神社の手前にある。17体の仏像が安置される。平成6年に薬師堂は移設、設置されている。
- 石間大師堂（石間浦） - 子安弘法大師（子授け）、弘法大師像、お不動さん、結び地蔵。
- 角宮地蔵（石間浦） - イボ落とし。
- 守後大師堂（守後浦） - （場所が分かりづらい。) 弘法大師、薬師如来、地蔵菩薩、阿弥陀如来の仏像11体がある。守後の仏様はかつて地区の北側に伸びる山の上、尾根の中腹に11の祠にあった。曳山（ひきやま）と呼ばれる。
- お大師公園（久保浦） - 弘法大師、地蔵菩薩
- 片神大師堂（片神浦）
- 大休庵（高松浦） - 本尊は観世音菩薩。1729年（享保14年）佐伯三十三観音札所ができ、大休庵は第32番の札所となった。それより 50年余前、禅宗城下・養賢寺道場として正観音様を祀り、幾度の変遷を経て平成4年に庵を改築、厚い信仰が人々に受け継がれ、巡礼地となった。▼日本全国を測量し、最初に日本地図をつくった人、伊能忠敬は1810年（文化7年）旧暦3月4日、幕府の命により65歳のとき、大入島の測量に 17人を連れて訪れている。先手は上浦から上陸、片神浦白浜を起点に測量を始めた。日向泊を廻り、高松浦へ。後手は彦島を測って午後2時半に着いた。高松浦の庄屋・平兵衛の手配で本陣「大休庵」と、脇宿百姓・十兵衛宅に泊まる。翌5日、両手に別れ石間浦で測り終わり、古江浦へ向かった。
- 普該庵（日向泊浦） - 数珠繰り。浄土宗、潮谷寺末庵で、住持の隠居所として創始された。本尊は賢観世音菩薩。
- 地蔵堂（竹ヶ谷） - 千願心経。延命地蔵尊、弘法大師坐像10体、仏像10体が並ぶ。
- 潮向庵（塩内浦） - 観世音菩薩。

### 大入島四国八十八ヶ所巡り 札所
島内にある88ヶ所の札所を巡る
【荒網代東：13】
- 第1番から第3番札所 - 潮音軒庵・屋内
- 第4番から第12番札所 - 潮音軒庵・屋外
- 第13番札所 - 薬師堂

【荒網代西：9】
- 第14番・第15番札所 - 排水処理場前の墓地高台
- 第16番札所 - 由ヶ浦 急傾斜地の下
- 第17番札所 - 由ヶ浦地区 路地
- 第18番・第19番札所 - 由ヶ浦 県道沿い
- 第20番札所 - 県道沿い（桜の広場前）
- 第21番・第22番札所 - 白ヶ浜地区 路地
- 第23番札所 - 旧道の入り口（大荒網代）

【石間：1】
- 第24番札所 - 石間大師堂

【守後：11】
- 第25番から第35番札所 - 守後大師堂

【久保浦：2】
- 第36番・第37番札所 - お大師公園

【片神：6】
- 第38番・第39番・第40番札所 -  片神大師堂・屋外
- 第41番札所 - 片神大師堂・屋内の本尊
- 第42番札所 -  片神大師堂・屋外
- 第43番札所 -  恵比須神社と舟隠入口のあいだ

【高松：10】
- 第44番・第45番札所 - 片神からトンネルをぬけて、旧道入口にある。高松浦の旧道北端
- 第46番札所 - 大休庵・屋外
- 第47番札所 - 大休庵・屋内の本尊
- 第48番・第49番札所 - 旧道沿い。庚申塔と並ぶ
- 第50番札所 - 高松公民館の裏
- 第51番・第52番札所 - 加茂神社近くの道路沿い
- 第53番札所 -旧道沿い。高松浦旧道の南端

【日向泊：13】
- 第54番から第66番札所 - 普該庵

【竹ヶ谷：9】
- 第67番から第75番札所 - 地蔵堂（番号の突合不能）
- （御祖神社に札所らしき祠があるが、詳細は不明）

【塩内：13】
- 第76番札所 - 県道沿い（倉庫前。80〜82、他不明1）
- 第77番札所- 【不明】（竹ヶ谷の御祖神社か？）
- 第78番札所- 【不明】（76番の県道沿いか？）
- 第79番札所- 【不明】（85番の波止場か？）
- 第80番から第82番札所 - 県道沿い（76番と同じ）
- 第83番札所 - 【不明】（85番の波止場か？）
- 第84番札所 - 【不明】（85番の波止場か？）
- 第85番札所 - 波止場（他不明4）
- 第86番札所 - 【不明】（85番の波止場か？）
- 第87番札所 - 【不明】（88番の潮向庵・屋内の本尊か？）
- 第88番札所 - 潮向庵・屋外

## 食事・宿泊・商店

### お食事処
- 海の家あじも[6] （白浜）- 白浜海岸、白浜キャンプ場受付、オルレセンター
- 大入島食彩館（しょくさいかん）[30]（堀切）  - カンガルー広場、レンタサイクル受付

### 宿泊施設
- 赤いやね[31] （石間浦）
- 白浜キャンプ場[6]（白浜） - 受付：海の家あじも
- HASO[32]（塩内浦） - 風景司団塚栄喜プロデュース
- マリンハウス海人夏館（あまなつかん） [33] （堀切）
- 未来につなぐ体験型民泊 香隆丸[34]（高松浦）
- 民泊 花水木（久保浦）

### 商店
島民向け商店
- 田中ショッピング（石間浦） - 食料品
- 松尾米穀店 - 米
- 丸山商店（荒網代東） - 食料品、酒、米
- みや（堀切）- 食料品、日用雑貨、理容室

## 出身者
- 青木剛（元日本水泳連盟会長、シドニーオリンピック・アテネオリンピック水泳代表監督、2020年東京オリンピック・パラリンピック組織委員会理事）
- 団塚栄喜（風景司）
- 村上勇（元衆議院議員、元郵政大臣、元建設大臣）
- 村上春蔵（元参議院議員、元通商産業政務次官）